# Pier Celata
Pier Luigi Celata (Pitigliano, 23 januari 1937) is een Italiaans geestelijke en een voormalig diplomaat voor de Heilige Stoel.

## Kerkelijke carrière
Celata werd op 8 oktober 1961 tot priester gewijd. Op 12 december 1985 werd hij aangeduid als titulair aartsbisschop van Doclea bij zijn benoeming tot apostolisch nuntius voor Malta; zijn bisschopswijding vond plaats op 6 januari 1986. In zijn hoedanigheid als apostolisch nuntius verzorgde hij de diplomatieke betrekkingen tussen de Heilige Stoel en respectievelijk San Marino, Slovenië, Turkije, Turkmenistan, België en Luxemburg.
Op 14 november 2002 werd Celata benoemd tot secretaris van de Pauselijke Raad voor Interreligieuze Dialoog. Op 23 juli 2012 volgde zijn benoeming tot vicecamerlengo van de Apostolische Kamer.
Celata ging op 20 december 2014 met emeritaat.
- Gemeinsame Normdatei: 1073178250
- Istituto Centrale per il Catalogo Unico: ANAV162514
- Virtual International Authority File: 316507987
- WorldCat: E39PBJxrQJDR9KkHmJ8999pgKd